# Brno – město uprostřed Evropy
Brno – město uprostřed Evropy (BMUE) je festival, při kterém se v Brně pořádají přehlídky ohňostrojů s mezinárodní účastí Ignis Brunensis. Ohňostroje se konají každoročně na Petrově, hradě Špilberk a Brněnské přehradě. Dále se v Brně konají akce nazvané Dopravní nostalgie, kdy je každoročně otevřena jedna vozovna a jsou konány jízdy historických autobusů, trolejbusů a tramvají včetně parní tramvaje Caroline.
Celková návštěvnost všech akcí festivalu v roce 2011 dosáhla 1 271 900 osob. Toto číslo je však založeno na odhadech, jejichž metodika nebyla publikována a bez nezávislého ověření.

## Fotografie

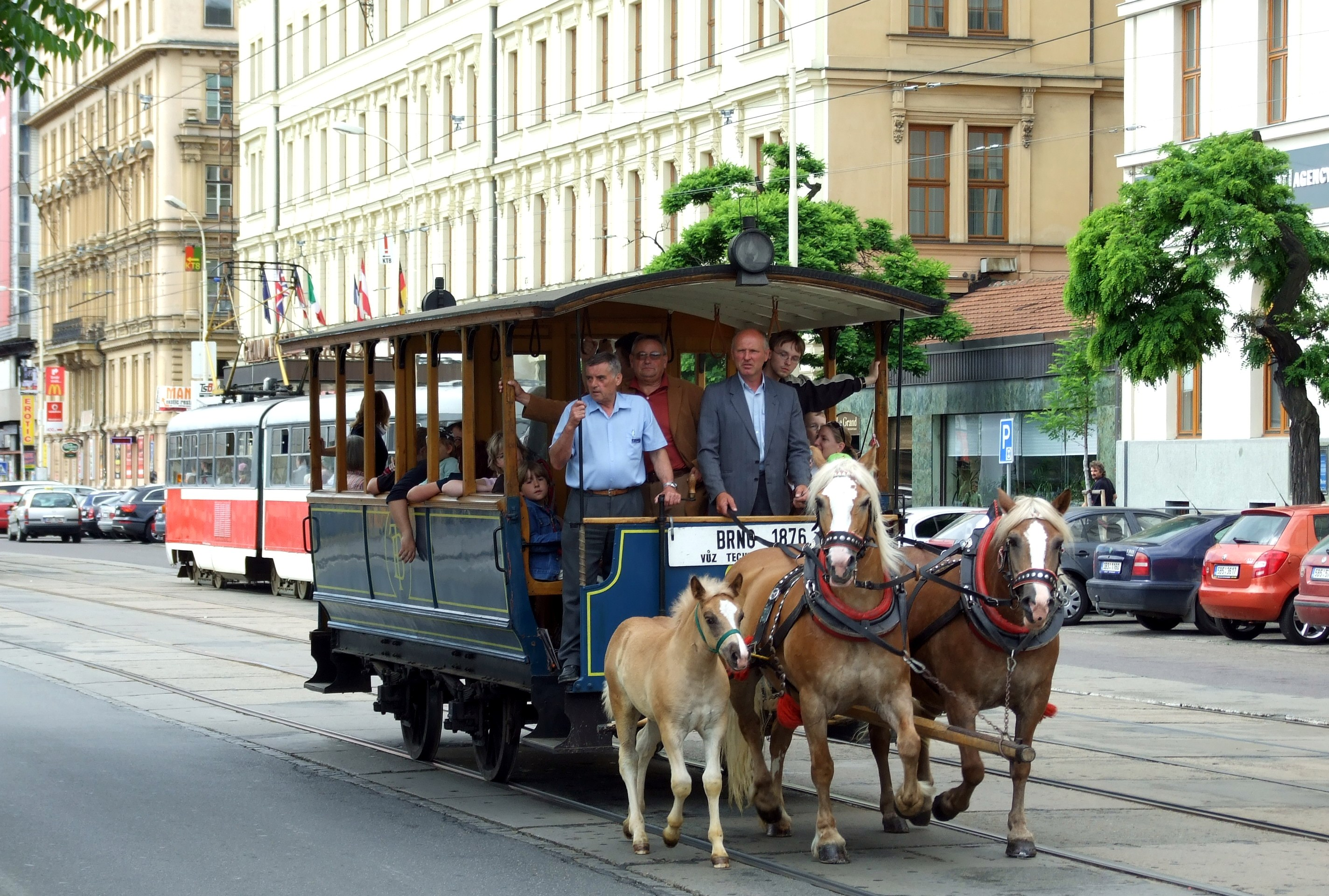
Historická koněspřežná tramvaj na festivalu
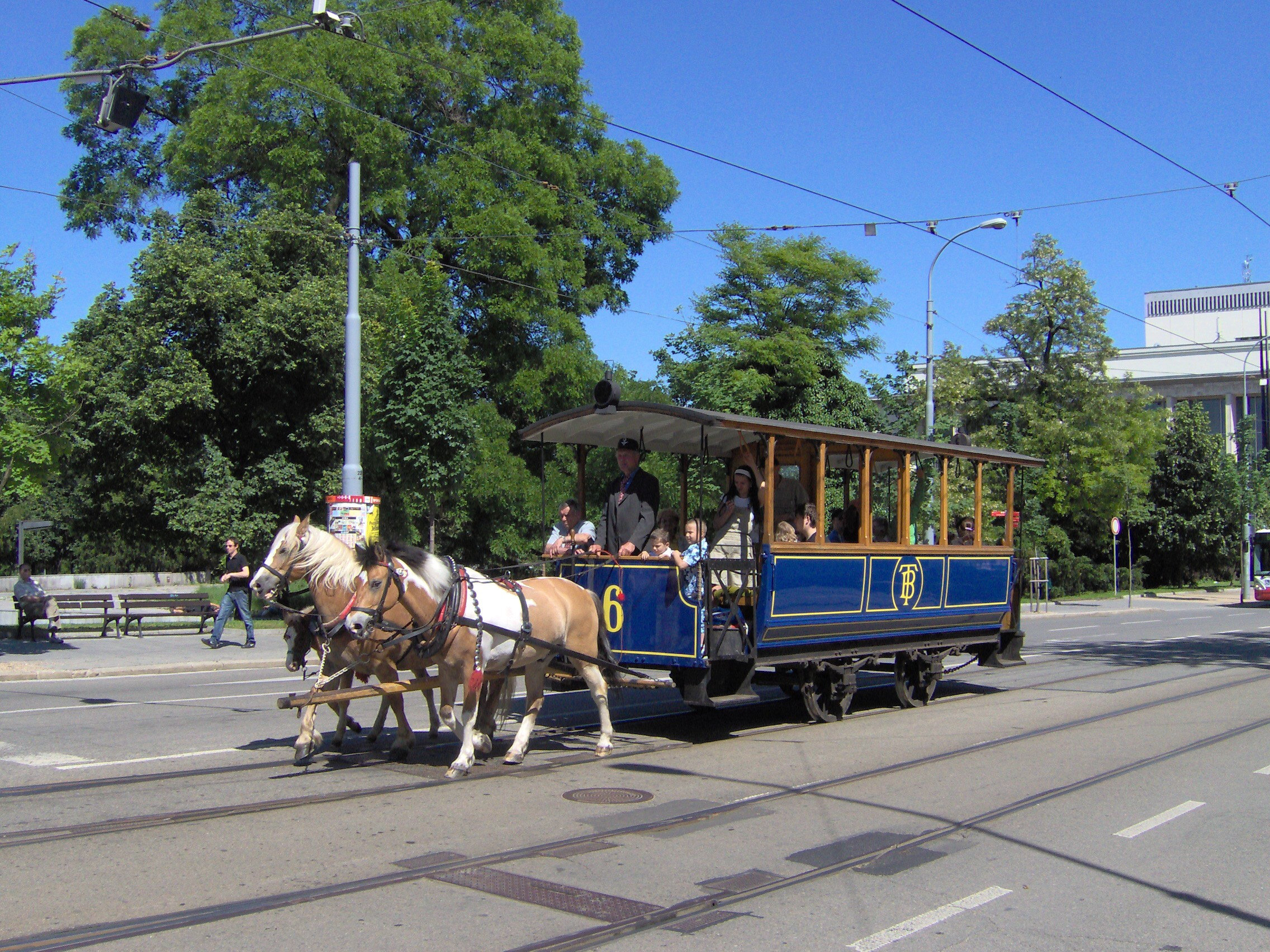
Historická koněspřežná tramvaj
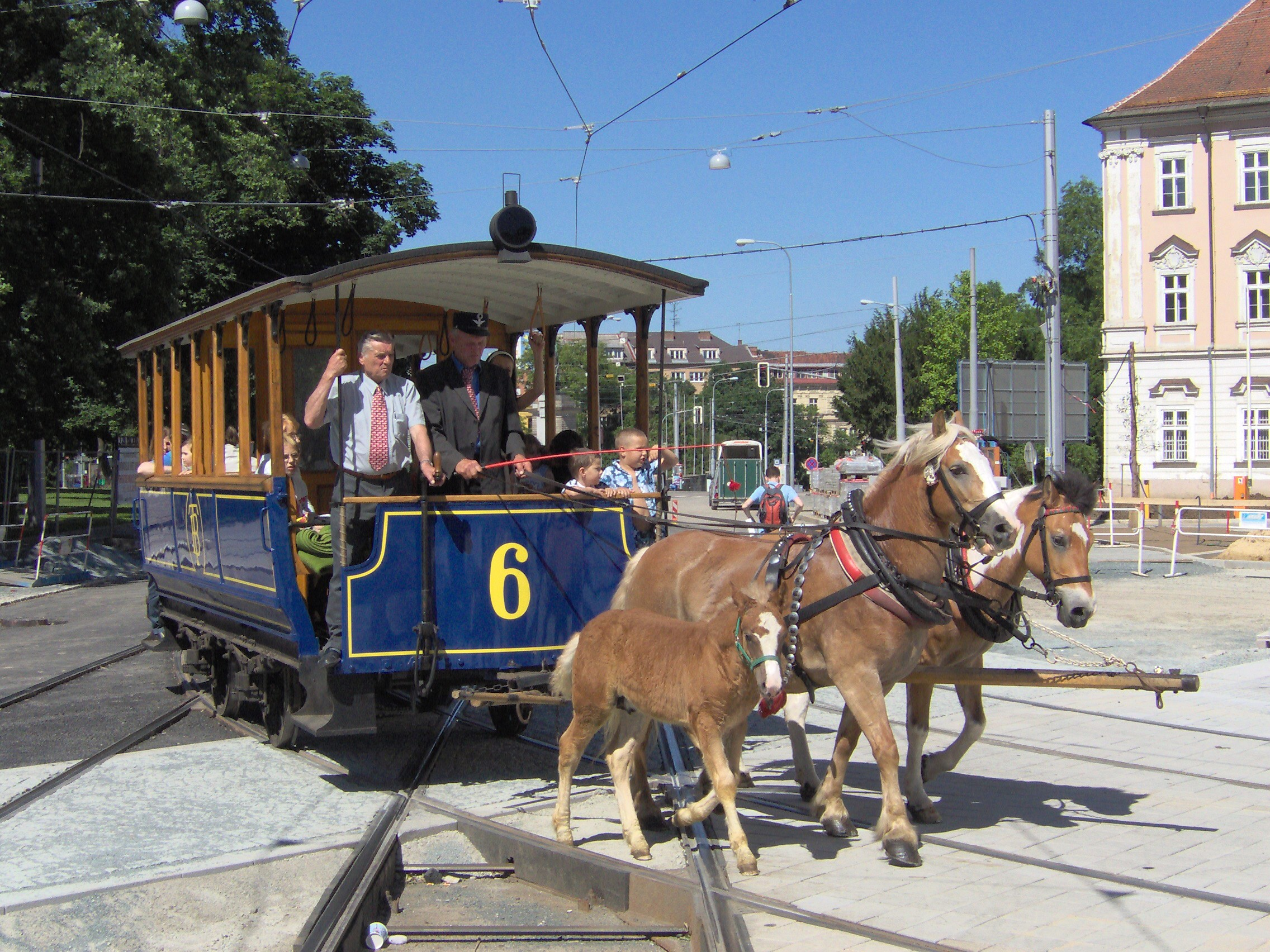
Historická tramvaj
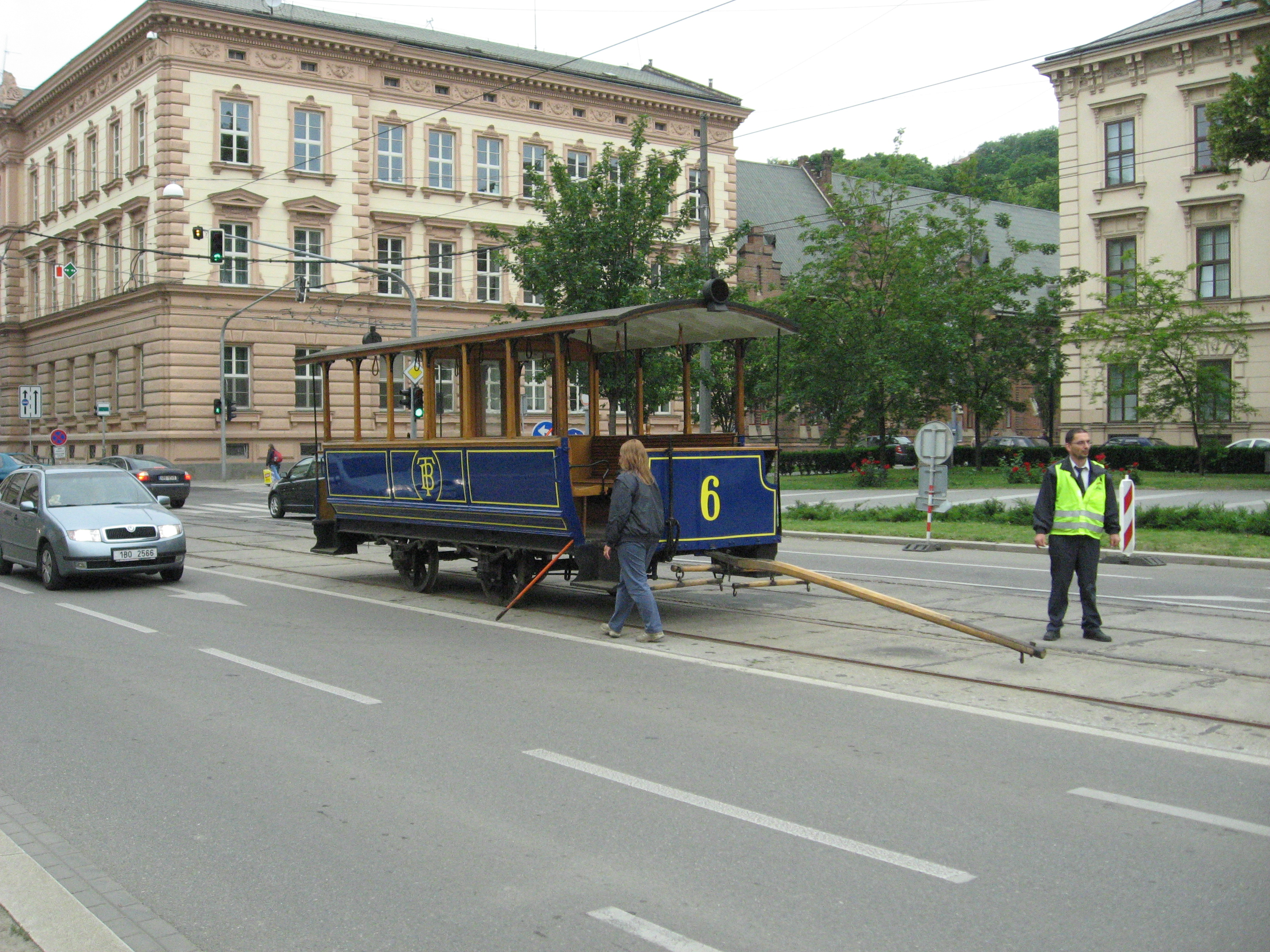
Historická tramvaj
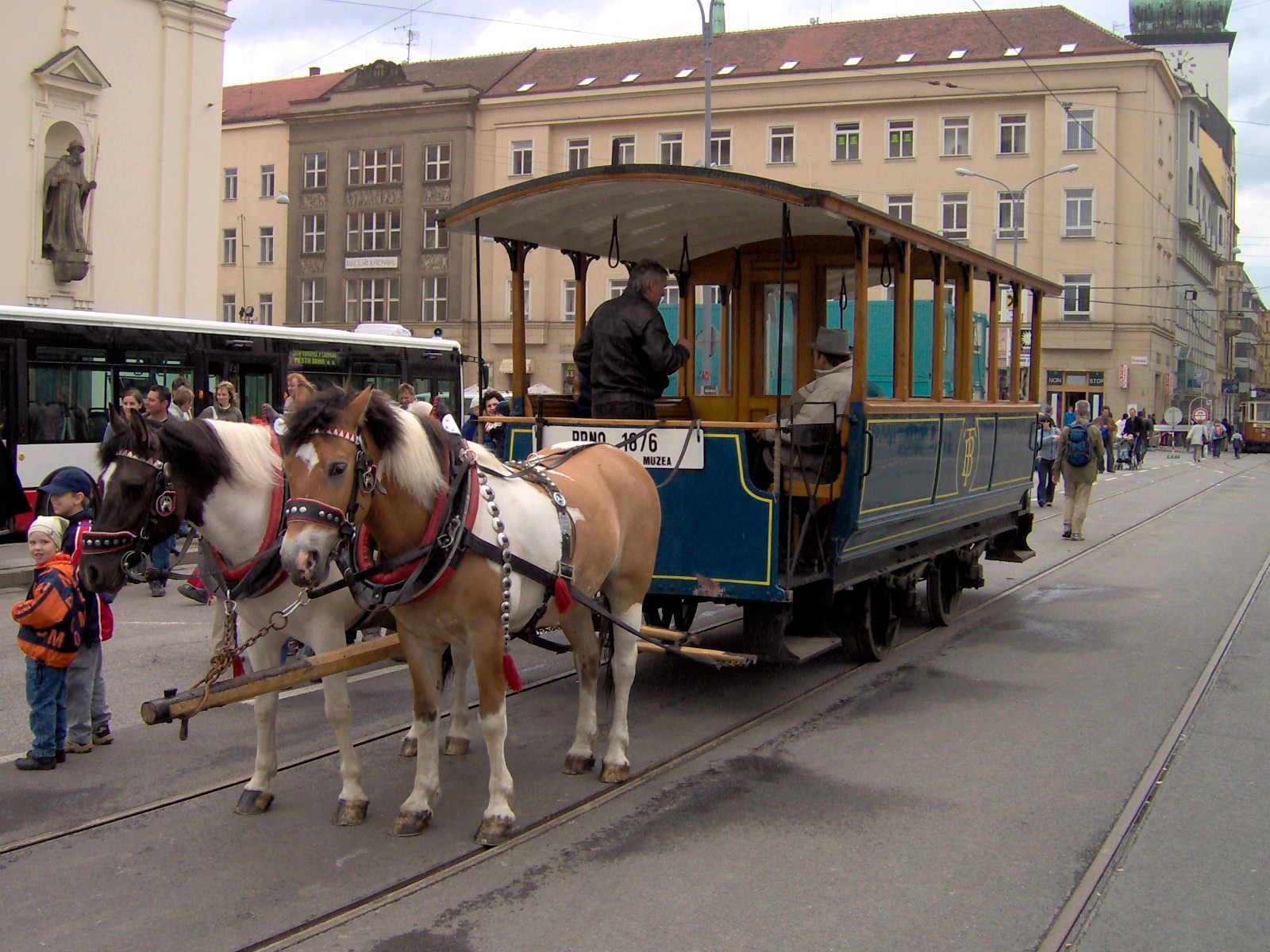
Historická tramvaj
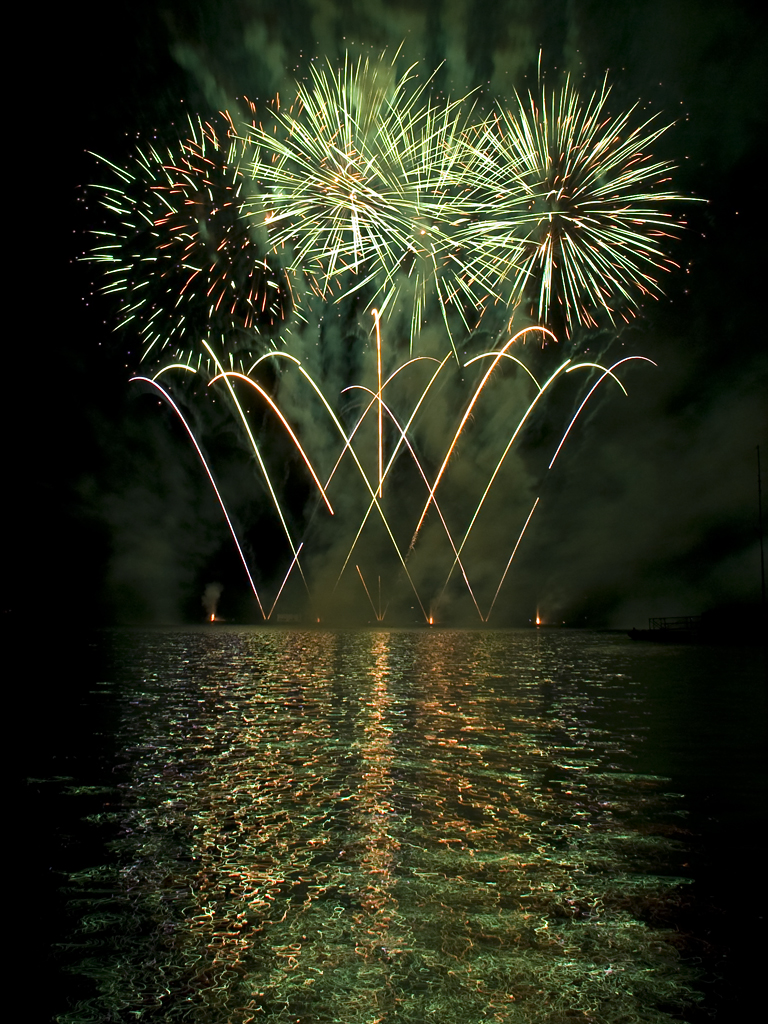
Ignis Brunensis
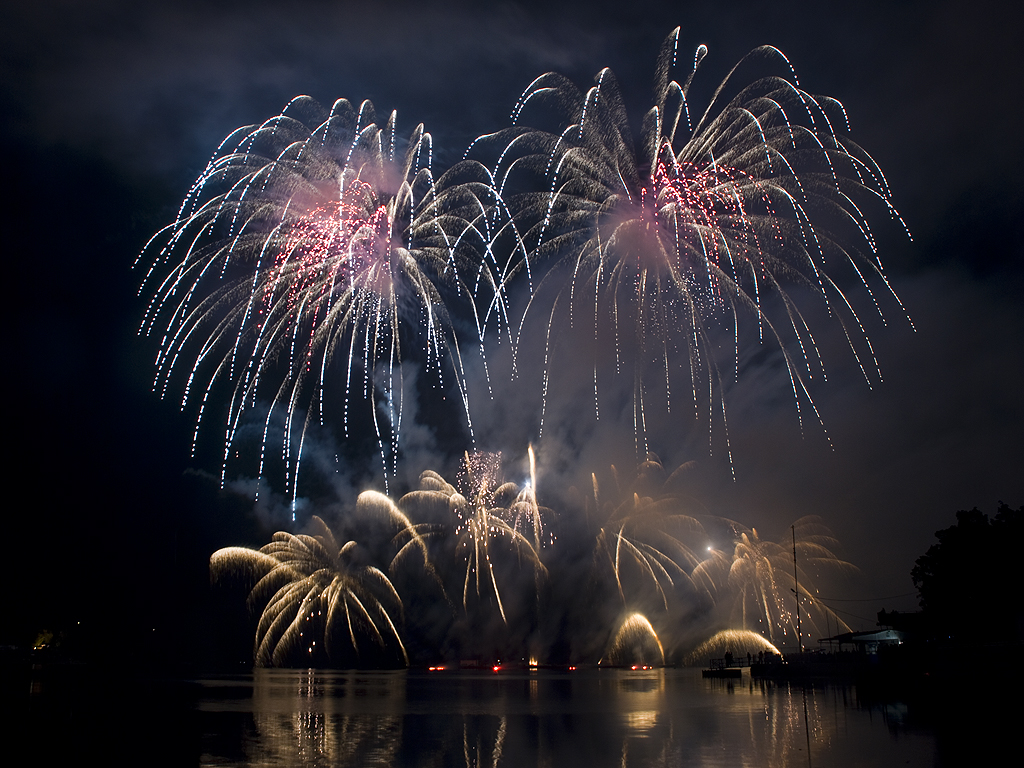
Ignis Brunensis